# Orectochilus teranishii
Orectochilus teranishii is een keversoort uit de familie van schrijvertjes (Gyrinidae). De wetenschappelijke naam van de soort is voor het eerst geldig gepubliceerd in 1933 door Kamiya.